# مدرسة النرويجية الدولية
مدرسة النرويجية الدولية هي مدرسة دولية خاصة تقع في هونغ كونغ، الصين..

## الروابط الخارجية
1. ↑  Past & Present, Norwegian International School Official Website. نسخة محفوظة 06 فبراير 2012 على موقع واي باك مشين.

- Official Homepage.
- "Norwegian International School Kindergarten profile". kgp.proj.hkedcity.net. مؤرشف من الأصل في 2019-12-13.